# Apion (genre)
Pour les articles homonymes, voir Apion.
Genre
Apion est un genre d'insectes curculionoïdes de l'ordre des coléoptères et de la famille des Brentidae (selon A. A. Legalov 2018).
Plusieurs espèces de ce genre sont des ravageurs des plantes cultivées.

## Classification
Le genre Apion est décrit en 1797 par l'entomologiste allemand Johann Friedrich Wilhelm Herbst (1743-1807),.

## Liste des espèces rencontrées en Europe
- Apion cruentatum Walton 1844
- Apion croceifemoratum (références [4])
- Apion dellabeffae Schatzmayr 1922
- Apion distincticolle Desbrochers 1870
- Apion frumentarium (Linnaeus 1758)
- Apion graecum Desbrochers 1897
- Apion haematodes W. Kirby 1808
- Apion longithorax Desbrochers 1889
- Apion rubens Stephens 1839
- Apion rubiginosum Grill 1893

## Liste d'espèces
Selon NCBI (10 janvier 2019) :
- Apion cavifrons
- Apion centrale
- Apion commodum
- Apion cruentatum
- Apion dichroum
- Apion extensum
- Apion frumentarium
- Apion haematodes
- Apion huron
- Apion pomonae
- Apion rubens
- Apion rubiginosum
- Apion virens

Selon Catalogue of Life (28 août 2014) :
- Apion abimva
- Apion acanthi
- Apion aciculare
- Apion aciculatirostre
- Apion acium
- Apion adonis
- Apion aeneocephalum
- Apion aeneum
- Apion aeratum
- Apion aestivum
- Apion aethiops
- Apion afer
- Apion affine
- Apion africanum
- Apion agnusi
- Apion alaskanum
- Apion albanicum
- Apion albertianum
- Apion albicans
- Apion albidulum
- Apion albopilosum
- Apion albovittatum
- Apion alcyoneum
- Apion alfierii
- Apion alliariae
- Apion altiatlantis
- Apion amplipenne
- Apion angulicolle
- Apion angustatum
- Apion angusticolle
- Apion angustulum
- Apion antennale
- Apion antilope
- Apion antiquum
- Apion apricans
- Apion aquilinum
- Apion arachne
- Apion argentinum
- Apion aridum
- Apion armoricanus
- Apion assimile
- Apion astragali
- Apion astralagi
- Apion aterrimum
- Apion atomarium
- Apion atratulum
- Apion atratum
- Apion atrirostre
- Apion atritarse
- Apion atroviolaceus
- Apion auratum
- Apion azurescens
- Apion baccatum
- Apion barbirostris
- Apion basicorne
- Apion bequaerti
- Apion betulae
- Apion bicolor
- Apion bifarium
- Apion bifoveolatum
- Apion bigibbosum
- Apion bimbiense
- Apion bischoffi
- Apion bletoni
- Apion bohemanii
- Apion bokharanum
- Apion bolivianum
- Apion boops
- Apion brachypenne
- Apion brachyrrhynchum
- Apion bredoi
- Apion bremondi
- Apion brentiforme
- Apion breve
- Apion brevicorne
- Apion brevirostre
- Apion brevirostris
- Apion breyeri
- Apion bruchi
- Apion brunneonigrum
- Apion brunneorufum
- Apion brunnicornis
- Apion brunnipes
- Apion burgeoni
- Apion caeruleopenne
- Apion caerulescens
- Apion caffrum
- Apion calabricum
- Apion caliginosum
- Apion caliginosus
- Apion canescens
- Apion cantabricus
- Apion capense
- Apion carbonarium
- Apion carduorum
- Apion carpini
- Apion castaneum
- Apion caucasicum
- Apion centrimacula
- Apion chalybeipenne
- Apion chevrolati
- Apion chillaloense
- Apion chloris
- Apion cinchonae
- Apion cinerascens
- Apion civicum
- Apion cockerelli
- Apion cockerellianum
- Apion coeruleopenne
- Apion coeruleum
- Apion columbinum
- Apion comoni
- Apion complexus
- Apion compressicorne
- Apion concors
- Apion confluens
- Apion congolanum
- Apion contrarium
- Apion coracinum
- Apion corniculatum
- Apion craccae
- Apion crassirostre
- Apion crassiusculum
- Apion crenatum
- Apion croceifemoratum
- Apion crotalariae
- Apion cruentatum
- Apion csikii
- Apion cuneatum
- Apion cupidon
- Apion cuprescens
- Apion cupreum
- Apion cuprifulgens
- Apion curtirostre
- Apion curtisii
- Apion curtisis
- Apion curvirostre
- Apion cyanellum
- Apion cyanescens
- Apion cyaneum
- Apion cyanipenne
- Apion cyanitinctum
- Apion cyclorhynchum
- Apion cydoniae
- Apion cylindricolle
- Apion cylindroides
- Apion cyprium
- Apion dalmatinum
- Apion delphinense
- Apion delta
- Apion deribense
- Apion desbordesi
- Apion descarpentriesi
- Apion difficile
- Apion difforme
- Apion diffractum
- Apion dilaticolle
- Apion discors
- Apion dispar
- Apion dissimile
- Apion distinctirostre
- Apion dives
- Apion dubium
- Apion dudichi
- Apion dumonti
- Apion duprezi
- Apion ebeninum
- Apion eccentricum
- Apion edmundi
- Apion elegantulum
- Apion elongatum
- Apion ennediensis
- Apion ensiferum
- Apion episternale
- Apion eriogoni
- Apion ervi
- Apion eximium
- Apion facetum
- Apion fagi
- Apion faldermanni
- Apion fallax
- Apion fasciatum
- Apion fasciculatum
- Apion femorale
- Apion femoratum
- Apion femoratus
- Apion ferrugineum
- Apion fesense
- Apion figuratum
- Apion filicorne
- Apion filirostre
- Apion flavescens
- Apion flavicorne
- Apion flavifemoratum
- Apion flavimanum
- Apion flavipes
- Apion florilegum
- Apion fociliferum
- Apion foraminosum
- Apion foveatoscutellatum
- Apion foveolatum
- Apion frontellum
- Apion frumentarium
- Apion fuegianum
- Apion fulvirostre
- Apion fulvofemoratum
- Apion fulvovestitum
- Apion fumosum
- Apion furvum
- Apion fuscipes
- Apion fuscirostre
- Apion fuscomarginatum
- Apion gattefossei
- Apion geniculatum
- Apion genistae
- Apion georgeli
- Apion gerardi
- Apion germari
- Apion ghesquierei
- Apion gibbifrons
- Apion gibbirostre
- Apion gibbosum
- Apion glabratum
- Apion glaucinum
- Apion globulipenne
- Apion gracilicolle
- Apion graminis
- Apion grande
- Apion grandis
- Apion gravidum
- Apion griesbachii
- Apion grimmi
- Apion griseum
- Apion gyllenhalii
- Apion haematodes
- Apion hakani
- Apion harcyniae
- Apion hedysari
- Apion herbarum
- Apion heydeni
- Apion hibisci
- Apion hilare
- Apion hingstoni
- Apion hirsutum
- Apion hirtissimum
- Apion holosericeum
- Apion hookeri
- Apion hulstaerti
- Apion humile
- Apion hustachei
- Apion hydrolapathi
- Apion immune
- Apion importunum
- Apion impressicolle
- Apion inaequale
- Apion incanum
- Apion incisicolle
- Apion incisum
- Apion incrassatum
- Apion incurvatirostre
- Apion indistinctum
- Apion ineditum
- Apion informe
- Apion ingratum
- Apion inhonestum
- Apion inhumerale
- Apion insidiator
- Apion intermedium
- Apion intermedius
- Apion interstitiale
- Apion intrusum
- Apion irenae
- Apion iris
- Apion jebelmurraense
- Apion jemjemense
- Apion johannis
- Apion jousi
- Apion juniperi
- Apion kandarense
- Apion kapiriense
- Apion katanganum
- Apion kaufmanni
- Apion kaulbacki
- Apion kenedii
- Apion kirbii
- Apion kirbyi
- Apion kunzei
- Apion kwamouthense
- Apion laevicolle
- Apion laevigatum
- Apion laevithorax
- Apion laeviusculum
- Apion lamottei
- Apion languidum
- Apion lapathi
- Apion lapathorum
- Apion laportei
- Apion lathyri
- Apion lativentre
- Apion leachii
- Apion lebasii
- Apion lemovicinum
- Apion leptocephalum
- Apion limbatum
- Apion limonii
- Apion lineare
- Apion lineatum
- Apion livescerum
- Apion lodosi
- Apion longior
- Apion longirostre
- Apion lopezi
- Apion loti
- Apion lythri
- Apion mackiae
- Apion magyaricum
- Apion makakaro
- Apion malvae
- Apion malvarum
- Apion marchicum
- Apion marshami
- Apion mateui
- Apion mayneanum
- Apion mecops
- Apion mediocre
- Apion mediterraneum
- Apion medtabundum
- Apion megalomma
- Apion melanopus
- Apion meliloti
- Apion metrosideros
- Apion micans
- Apion microcephalum
- Apion millum
- Apion miniatum
- Apion minimum
- Apion minutum
- Apion mirei
- Apion modestum
- Apion mokoto
- Apion monardi
- Apion montis
- Apion morio
- Apion moschatae
- Apion motoense
- Apion motschulskyi
- Apion muluanum
- Apion muluense
- Apion mundum
- Apion neglectum
- Apion nigrescens
- Apion nigrinum
- Apion nigrirostre
- Apion nigritarse
- Apion nigrosuturatum
- Apion nigrum
- Apion niveomaculatum
- Apion nocivum
- Apion nonveilleri
- Apion normandi
- Apion nossibense
- Apion notabile
- Apion nugax
- Apion oblongum
- Apion obscurum
- Apion obsoletus
- Apion ochropus
- Apion oculare
- Apion oligochrysum
- Apion ononidis
- Apion ononis
- Apion onopordi
- Apion opticum
- Apion orbitale
- Apion oxurum
- Apion pallicorne
- Apion pallidactylum
- Apion pallidicorne
- Apion pallidirostre
- Apion pallidulum
- Apion pallipes
- Apion palpebratum
- Apion pannonicum
- Apion paracoeleste
- Apion pasticum
- Apion pauperculum
- Apion pavidum
- Apion penetrans
- Apion pensylvanicum
- Apion peringueyi
- Apion periscelis
- Apion perlentum
- Apion perplexum
- Apion pervicinum
- Apion picicorne
- Apion picicornis
- Apion piliferum
- Apion pilosellum
- Apion pilosum
- Apion pingue
- Apion pisi
- Apion platalea
- Apion plebejum
- Apion plumbeomicans
- Apion plumbeum
- Apion pomonae
- Apion porcatum
- Apion proximum
- Apion pseudasphaltinum
- Apion pseudogallaecianum
- Apion pseudohipponense
- Apion pubescens
- Apion pulchrum
- Apion pullum
- Apion puncticolle
- Apion puncticollis
- Apion punctifrons
- Apion punctiger
- Apion punctigerum
- Apion punctirostre
- Apion purpureum
- Apion pusillum
- Apion pyrenaeus
- Apion pyritosus
- Apion quadratum
- Apion radiolus
- Apion reconditum
- Apion recticorne
- Apion reflexum
- Apion remaudierei
- Apion rogeri
- Apion rostrum
- Apion rotundicolle
- Apion ruandanum
- Apion rubellum
- Apion rubens
- Apion rubicundum
- Apion rubiginosum
- Apion rubricosum
- Apion rufescens
- Apion ruficornis
- Apion ruficrus
- Apion rufipenne
- Apion rufipes
- Apion rufirostris
- Apion rufitarse
- Apion rufomanum
- Apion rufonigrum
- Apion rugicolle
- Apion rugifrons
- Apion rugosiceps
- Apion rumicis
- Apion rungsi
- Apion russeolum
- Apion rutae
- Apion rutshuruanum
- Apion rutshuruense
- Apion sahlbergi
- Apion salicis
- Apion salviae
- Apion sandovali
- Apion sanguineum
- Apion sayi
- Apion scabricolle
- Apion schaeferi
- Apion schoenherri
- Apion schoutedenianum
- Apion scolopax
- Apion scotti
- Apion scrobicolle
- Apion scutellare
- Apion sedi
- Apion segnipes
- Apion sejugatum
- Apion sellatum
- Apion semivittatum
- Apion seniculus
- Apion setiferum
- Apion sibiricum
- Apion siluricum
- Apion simile
- Apion simplex
- Apion simulans
- Apion simum
- Apion smreczynskii
- Apion sorbi
- Apion spartii
- Apion speculiferum
- Apion spencii
- Apion spinirostre
- Apion squamidorsum
- Apion squamulatum
- Apion steeleae
- Apion steveni
- Apion stolidum
- Apion striatum
- Apion subcoeruleum
- Apion subfoveirostre
- Apion submaculatum
- Apion submetallicum
- Apion subnigrum
- Apion subsulcatum
- Apion subtritum
- Apion subulatum
- Apion subulirostre
- Apion sulciferum
- Apion sulcifrons
- Apion sulcipenne
- Apion sundevalli
- Apion superciliosum
- Apion tagagnei
- Apion tamarisci
- Apion temperei
- Apion tenellum
- Apion tenue
- Apion tenuissimum
- Apion tenuius
- Apion teretirostre
- Apion terricola
- Apion testaceipes
- Apion thomasi
- Apion tibetanum
- Apion tibialis
- Apion translaticium
- Apion tricarinatum
- Apion trifolii
- Apion triste
- Apion troglodytes
- Apion tshibindense
- Apion tubiferum
- Apion tucumanense
- Apion tumidum
- Apion tunicense
- Apion turneri
- Apion ueleanum
- Apion ukerewense
- Apion ulicicola
- Apion ulicis
- Apion unicolor
- Apion ustum
- Apion valentinum
- Apion validirostre
- Apion validum
- Apion vanderijstianum
- Apion variabile
- Apion variegatum
- Apion varipes
- Apion velox
- Apion vernale
- Apion vestitum
- Apion viciae
- Apion vicinum
- Apion violaceipenne
- Apion violaceum
- Apion virens
- Apion viridescens
- Apion viridiaeneum
- Apion vittula
- Apion vitula
- Apion vorax
- Apion vrydaghi
- Apion wagnerianum
- Apion waltoni
- Apion waterhousei
- Apion watsaense
- Apion witteanum
- Apion wittei
- Apion xanthopus
- Apion yeboense
- Apion zikani
- Apion zukwalae
- Apion zukwalaense

### Espèces fossiles
Selon Paleobiology Database en 2023, il n'y a pas d'espèce fossile référencée

### Publication originale
- [1797] (de) Johann Friedrich Wilhelm Herbst, Natursystem Aller Bekannten in- und Ausländischen Insekten als Eine Fortsezzung der von Büffonschen Naturgeschichte. Der Käfer Siebenter Theil, 1797, 1-346 p.